# Којловица
Којловица (алб. Kolovicë) је насељено место у граду Приштини, на Косову и Метохији. Према попису из 2024. у насељу је живело 3.411 становника.

## Становништво
Према попису из 2011. године, Којловица има следећи етнички састав становништва:
| Националност        | 2011.          |
| Албанци             | 2.537 (99,69%) |
| Бошњаци             | 2 (0,08%)      |
| Египћани            | 1 (0,04%)      |
| Срби                | 1 (0,04%)      |
| Турци               | 1 (0,04%)      |
| остали и недоступно | 3 (0,11%)      |
| Укупно              | 2.545          |

| Демографија | Демографија | Демографија |
| Година      | Становника  | Становника  |
| ----------- | ----------- | ----------- |
| 1948.       | 277         |             |
| 1953.       | 312         |             |
| 1961.       | 368         |             |
| 1971.       | 494         |             |
| 1981.       | 399         |             |
| 1991.       | 489         |             |
| 2011.       | 2.545       |             |